# Michael Halsey
Michael Halsey (* 1946 in London, England; † 25. September 2017 in den Vereinigten Staaten) war ein britischer Schauspieler. Er trat in den 1970er und 1980er Jahren vor allem als Darsteller in britischen, kanadischen und US-amerikanischen Fernsehserien in Erscheinung.

## Leben
Halsey wurde als Sohn von Jessie Halsey im Jahr 1946 in London geboren. Er hatte einen Bruder. Er begann Mitte der 1970er Jahre durch das Mitwirken in einzelnen Episoden verschiedener britischer Fernsehserien mit dem Schauspiel. Später wirkte er auch in internationalen Produktionen mit. Er verkörperte 1984 in insgesamt elf Episoden die Rolle des Willard Holmby in der Fernsehserie California Clan. Ab 1990 mit Die Schatzinsel begann er häufiger in Fernseh- und Kinofilmen diverse Rollen zu übernehmen. Er übernahm überwiegend Nebenrollen, hatte aber auch größere Rollen zum Beispiel 2015 in The Last Witch Hunter. Zuletzt war er 2017 in einer Episode der Fernsehserie Starhunter ReduX zu sehen.
Halsey verstarb am 25. September 2017 in den USA.

## Filmografie
- 1973: Jack the Ripper (Mini-Fernsehserie, Episode 1x06)
- 1975: The Hanged Man (Mini-Fernsehserie, Episode 1x06)
- 1975: Churchill's People (Fernsehserie, Episode 1x17)
- 1975: Fawlty Towers (Fernsehserie, Episode 1x02)
- 1976: Warship (Fernsehserie, Episode 3x11)
- 1976: Victorian Scandals (Fernsehserie, Episode 1x04)
- 1977: Wings (Fernsehserie, Episode 1x12)
- 1977: Stand Up, Virgin Soldiers
- 1977: Task Force Police (Softly Softly Task Force) (Fernsehserie, Episode 12x08)
- 1977: Secret Army (Fernsehserie, Episode 1x06)
- 1977: Play for Today (Fernsehserie, Episode 8x02)
- 1977: Mondbasis Alpha 1 (Space: 1999) (Fernsehserie, Episode 2x24)
- 1977: Once Upon a Classic (Fernsehserie)
- 1978: Life Begins at Forty (Fernsehserie, Episode 1x05)
- 1978: It Ain't Half Hot Mum (Fernsehserie, Episode 6x01)
- 1978: Are You Being Served? (Fernsehserie, Episode 6x06)
- 1978–1979: Blake’s 7 (Fernsehserie, 2 Episoden)
- 1979: The Dawson Watch (Fernsehserie, Episode 1x06)
- 1979: Hazell (Fernsehserie, Episode 2x04)
- 1980: A Tale of Two Cities (Mini-Fernsehserie, 5 Episoden)
- 1982: The Greatest American Hero (Fernsehserie, Episode 2x15)
- 1982: Vater Murphy (Father Murphy) (Fernsehserie, Episode 2x03)
- 1982: Die Aufgabe: Thronfolger gesucht (The Quest) (Fernsehserie, Episode 1x02)
- 1982: Romance Theatre (Fernsehserie, 5 Episoden)
- 1983: Frank Buck – Abenteuer in Malaysia (Bring ’Em Back Alive) (Fernsehserie, Episode 1x13)
- 1983: Chefarzt Dr. Westphall (St. Elsewhere) (Fernsehserie, Episode 1x16)
- 1983: Matt Houston (Fernsehserie, Episode 1x20)
- 1983: Das A-Team (The A-Team) (Fernsehserie, Episode 2x01)
- 1983: Hart aber herzlich (Hart to Hart) (Fernsehserie, Episode 5x03)
- 1983: Ein Duke kommt selten allein (The Dukes of Hazzard) (Fernsehserie, Episode 6x08)
- 1984: Die Jeffersons (The Jeffersons) (Fernsehserie, Episode 10x14)
- 1984: Operation: Maskerade (Fernsehserie, Episode 1x08)
- 1984: California Clan (Santa Barbara) (Fernsehserie, 11 Episoden)
- 1984: Airwolf (Fernsehserie, 2 Episoden)
- 1984: Air Force (Fernsehserie, Episode 1x13)
- 1984–1986: Agentin mit Herz (Scarecrow and Mrs. King) (Fernsehserie, 2 Episoden)
- 1985: Trapper John, M.D. (Fernsehserie, Episode 6x14)
- 1985: Das Model und der Schnüffler (Moonlighting) (Fernsehserie, Episode 1x06)
- 1985: Die Spezialisten unterwegs (Misfits of Science) (Fernsehserie, Episode 1x05)
- 1986: Magnum (Fernsehserie, Episode 6x13)
- 1986: Simon & Simon (Fernsehserie, Episode 6x10)
- 1988: Rockliffe's Babies (Fernsehserie, Episode 2x08)
- 1988: Geschäft mit dem Tod (Under the Gun)
- 1988–1992: Matlock (Fernsehserie, 2 Episoden)
- 1989: Ein gesegnetes Team (Father Dowling Mysteries) (Fernsehserie, Episode 1x07)
- 1990: Die Schatzinsel (Treasure Island) (Fernsehfilm)
- 1991: Dollman – Der Space-Cop! (Dollman)
- 1992: Die Verschwörer (Dark Justice) (Fernsehserie, Episode 2x09)
- 1993: Perry Mason und die Formel ewiger Schönheit (Perry Mason: The Case of the Skin-Deep Scandal) (Fernsehfilm)
- 1993: Monolith
- 1993: Cyborg Warriors
- 1994: Royce (Fernsehfilm)
- 1995: Nemesis 2 – Die Vergeltung (Nemesis 2: Nebula) (Sprecherrolle)
- 1996: Ein Pilot zum Verlieben (Frequent Flyer) (Fernsehfilm)
- 1996: Omega Doom (Sprecherrolle)
- 1997: Mean Guns – Knast ohne Gnade (Mean Guns)
- 1997: Heavy Gear (Videospiel)
- 1997: Highlander (Fernsehserie, Episode 6x05)
- 1998: Serial Killer (Postmortem)
- 1998: The Aqua Girls (Fernsehserie)
- 1998: Sorcerers
- 1999: Buddy Boy
- 2000: Harbour Lights (Fernsehserie, Episode 2x04)
- 2000: Sabotage!
- 2000–2001: Starhunter (Fernsehserie, 2 Episoden)
- 2001: Ticker
- 2001: Alias – Die Agentin (Alias) (Fernsehserie, Episode 1x08)
- 2003: Angel – Jäger der Finsternis (Angel) (Fernsehserie, 2 Episoden)
- 2011: Boardwalk Empire (Fernsehserie, Episode 2x09)
- 2015: The Order: 1886 (Videospiel, Sprecherrolle)
- 2015: Pretty Little Liars (Fernsehserie, Episode 5x21)
- 2015: The Vatican Tapes
- 2015: The Last Witch Hunter
- 2017: Starhunter ReduX (Fernsehserie, Episode 1x05)